# Peter Baum (Politiker)
Peter Baum (* 16. Mai 1883 in Köln; † 12. Dezember 1944 im KZ Sachsenhausen) war ein deutscher Kommunalpolitiker (SPD).

## Leben
Der gelernte Dreher Baum war bereits in jungen Jahren gewerkschaftlich organisiert. Er übte verschiedene Funktionen bei den Freien Gewerkschaften aus und war Mitglied des Betriebsrates der Motorenfabrik Deutz. Im Alter von zwanzig Jahren schloss er sich der SPD an. In Dünnwald, wohin er 1913 mit seiner Familie gezogen war, gehörte er bald zu den bekanntesten Sozialdemokraten. Baum wurde Vorsitzender des Freien Ortskartells Köln-Dünnwald und war 1924 als Initiator maßgeblich an der Gründung des Waldbads Dünnwald beteiligt. 

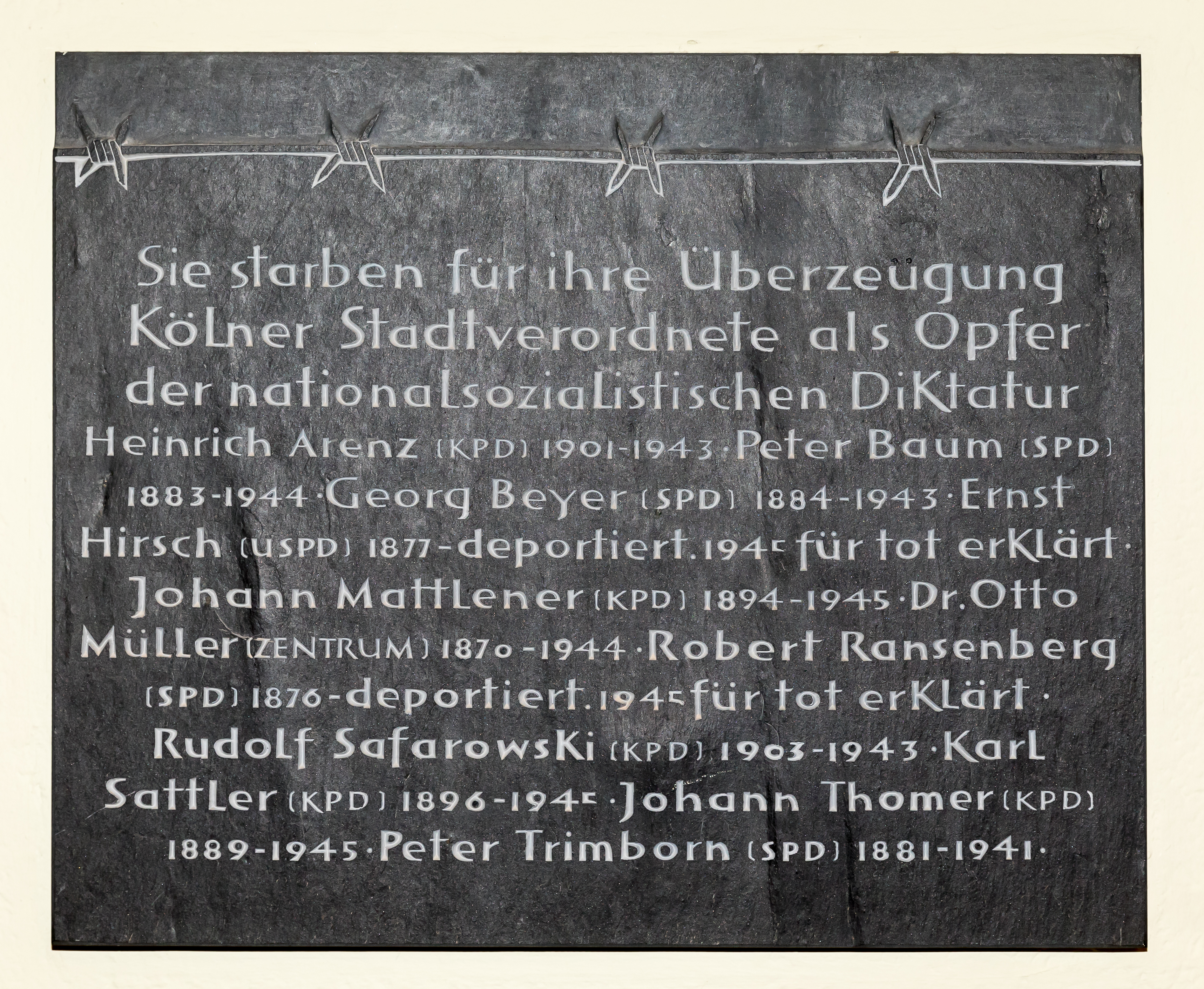
Gedenktafel im Spanischen Bau für die Kölner Stadtverordnete, die Opfer der NS-Diktatur wurden

Bei der Wahl zur Kölner Stadtverordnetenversammlung am 12. März 1933 wurde Baum für die SPD zum Stadtverordneten gewählt. Unmittelbar nach der ersten Sitzung am 30. März 1933 wurde Baum von der Gestapo verhaftet und für mehrere Wochen inhaftiert. Während der NS-Diktatur wurde er in den folgenden Jahren drei weitere Male festgenommen und für mehrere Wochen festgehalten. 
Im August 1944, nach dem Attentat vom 20. Juli 1944 auf Hitler, erfolgte seine erneute Festnahme im Rahmen der „Aktion Gitter“. Zunächst im Deutzer Messelager inhaftiert, wurde er im September 1944 ins KZ Sachsenhausen eingeliefert. Dort wurde er am 12. Dezember 1944 mit einem Gewehrkolben erschlagen.
Baum hinterließ seine Frau und eine Tochter.

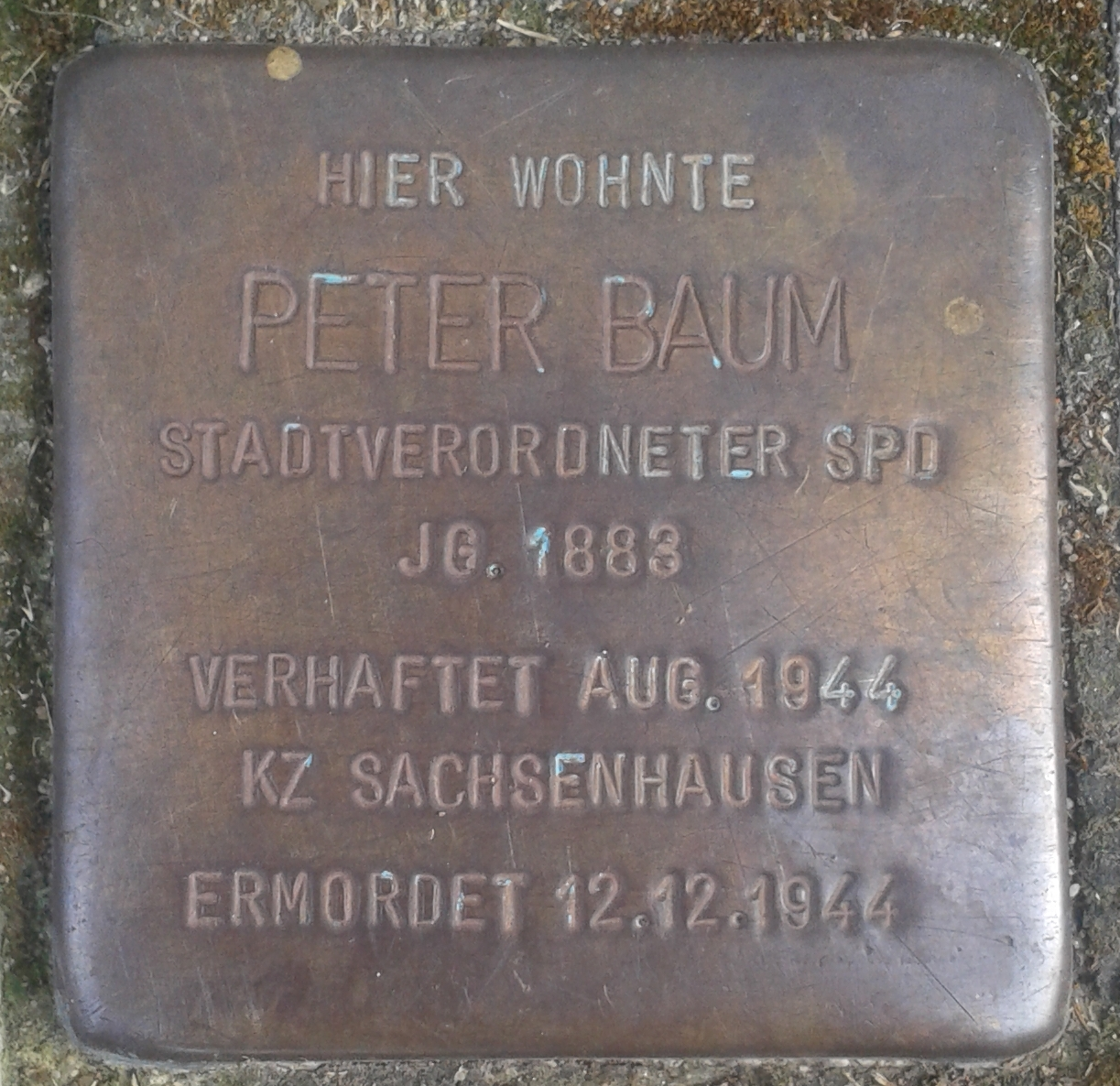
Stolperstein An der Walkmühle 70, Köln-Dünnwald

## Ehrungen
- Baums Name ist Bestandteil einer im Frühjahr 1989 links neben der Eingangstür zum Sitzungssaal im Kölner Rathaus (Spanischer Bau) angebrachten Tafel, die an die Kölner Stadtverordneten erinnert, die Opfer der Nationalsozialisten wurden.
- Der Peter-Baum-Weg in Köln-Dünnwald, der zum von ihm initiierten Waldbad führt, wurde nach ihm benannt.
- Vor seinem einstigen Wohnhaus in Köln-Dünnwald, An der Walkmühle 70, wurde ein „Stolperstein“ verlegt[1].